# 1368 هـ
1368 هـ هي سنة في التقويم الهجري امتدت مقابلةً في التقويم الميلادي بين سنتي 1948 و1949.

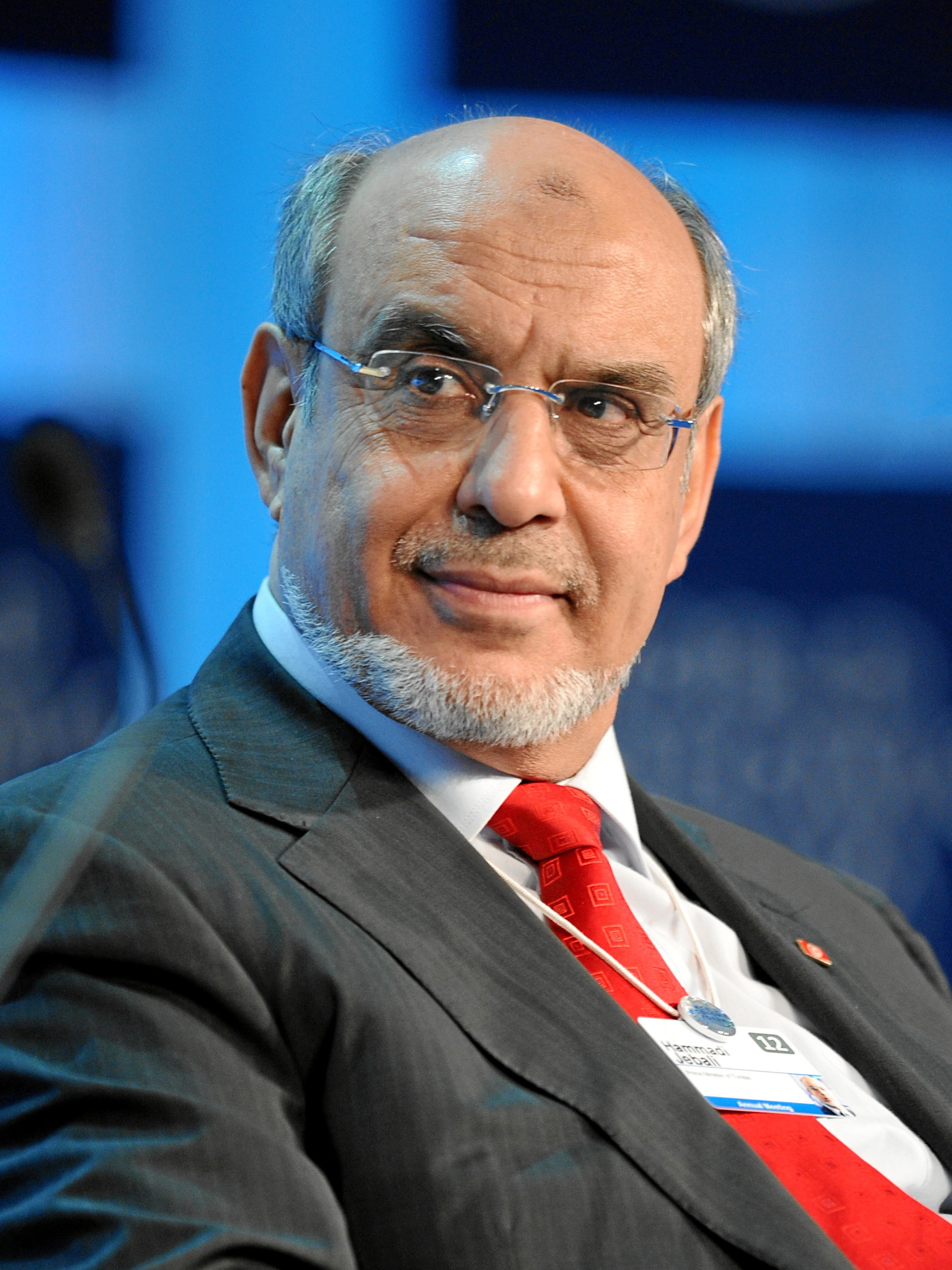
حمادي الجبالي

## مواليد
- أسد تقي
- عبد الله بن حامد بن علي الحامد
- عدنان العرعور
- أحمد بن علي مباركي
- حمادي الجبالي
- حمود بن عبد العزيز آل سعود
- طاهر النجادة
- عبد الله الحامد
- مريم الغضبان
- عايد المناع
- خالد الجار الله
- جواد عاشور ، لاعب وحكم كرة قدم دولي كويتي.
- محمود عبد الخالق النوري ، سياسي ومصرفي كويتي.
- فوزية المشعل ، فنانة عمانية معتزلة.

## وفيات
- أحمد ابن سرحان
- أنطون سعادة
- أوجست فشر
- إسماعيل حقي فرج
- حسن محمود الأمين
- خليل مطران
- كونتي روسيني
- ماردروس
- محمد حسن الرضوي
- محمد شرف (رائد المعاجم)
- محمود فهمي النقراشي
- محيي الدين الجلبي
- نجيب الريحاني
- بديعة مصابني
- نجيب الريحاني
- محمد حامد السقاف
- حسن البنا
- محمد إبراهيم الكتبي